# فرانسيس ستيرنهيغن
فرانسيس ستيرنهيغن (بالإنجليزية: Frances Sternhagen)‏ (و. 1930 – م) هي ممثلة، وممثلة مسرحية، وممثلة أفلام، وممثلة تلفزيونية من الولايات المتحدة الأمريكية. ولدت في واشنطن العاصمة.

## التعليم
تعلمت في الجامعة الكاثوليكية الأمريكية، وكلية فاسار.

## جوائز وترشيحات
حصلت على جوائز منها:
- جائزة توني لأفضل ممثلة بارزة في مسرحية [الإنجليزية]‏ (1995)
- جائزة توني لأفضل ممثلة بارزة في مسرحية [الإنجليزية]‏ (1974).

ترشحت لـ:
- جائزة توني لأفضل ممثلة بارزة في مسرحية [الإنجليزية]‏ (2002)
- جائزة توني لأفضل ممثلة مسرحية [الإنجليزية]‏ (1979)
- جائزة توني عن فئة أفضل ممثلة في مسرحية موسيقية [الإنجليزية]‏ (1978)
- جائزة توني لأفضل ممثلة بارزة في مسرحية [الإنجليزية]‏ (1975)
- جائزة توني لأفضل ممثلة بارزة في مسرحية [الإنجليزية]‏ (1972).

## وصلات خارجية
- فرانسيس ستيرنهيغن على موقع IMDb (الإنجليزية)
- فرانسيس ستيرنهيغن على موقع ألو سيني (الفرنسية)
- فرانسيس ستيرنهيغن على موقع أول موفي (الإنجليزية)
- فرانسيس ستيرنهيغن على موقع قاعدة بيانات برودواي على الإنترنت (الإنجليزية)
- فرانسيس ستيرنهيغن على موقع قاعدة بيانات الأفلام السويدية (السويدية)
- فرانسيس ستيرنهيغن على موقع إن إن دي بي (الإنجليزية)
- فرانسيس ستيرنهيغن على موقع قاعدة بيانات الفيلم (الإنجليزية)
- فرانسيس ستيرنهيغن على موقع كينوبويسك (الروسية)
- فرانسيس ستيرنهيغن في قاعدة بيانات الأفلام على الإنترنت